# Pseudovidenskab
Pseudovidenskab (pseudo- fra græsk, falsk) er en betegnelse på alt arbejde, som udgiver sig for at være videnskabeligt, men som samtidig ikke opfylder kriterierne, som stilles af den almene naturvidenskab for teorier og hypoteser.
Det kan være en gråzone direkte at adskille videnskab og pseudovidenskab, men der findes en række tegn, der går igen i pseudovidenskab. Som pejlemærker for pseudovidenskab forslår Schmaltz og Lilienfeld følgende:
- Brug af videnskabelige termer i en forkert eller misvisende kontekst
- Stor vægt på anekdotisk evidens
- Stærke påstande uden evidens
- Manglende forbindelse til anden videnskab
- Manglende tilstedeværelse af fagfællebedømmelse
- Manglende rettelser af tidligere resultater